# Dominique Aegerter
Dominique Aegerter (Rohrbach, 30 de septiembre de 1990) es un piloto suizo de motociclismo que compite actualmente en el Campeonato Mundial de Superbikes con el equipo italiano GTYR GRT Yamaha WorldSBK Team.
Fue campeón de la Copa Mundial de MotoE en 2022 y campeón del Campeonato Mundial de Supersport en 2021 y 2022.

## Biografía
Empezó en el motocross, pero más tarde se pasó a carreras en la categoría de velocidad. Acabó 7.º en la Copa Junior ADAC.

### Temporada en 125cc
Tras el campeonato alemán, debuta en el Mundial en el año 2006 en 125 cc. Corrió con el equipo Aprilia Multimedia Racing Team sustituyendo a Vincent Braillard y con Pablo Nieto y Raffaele de Rosa como compañeros. Finalizó la temporada sin puntos. En 2007 sigue en el mismo equipo con Raffaele de Rosa y Simone Grotzkyj como compañeros, consiguiendo un undécimo puesto en Japón como mejor resultado. Finalizó la temporada 23.º con 7 puntos. En 2008 corre con el equipo Derbi Ajo Motorsport con Mike Di Meglio como compañero, consiguiendo un octavo puesto en tres carreras como mejor resultado (España, San Marino y Malasia). Finalizó la temporada 16.º con 45 puntos. En 2009 sigue en el mismo equipo (que pasa a llamarse Ajo Interwetten) con Sandro Cortese como compañero, consiguiendo un sexto puesto en Francia como mejor resultado. Finalizó la temporada 13.º con 70,5 puntos.

### Temporadas en Moto2

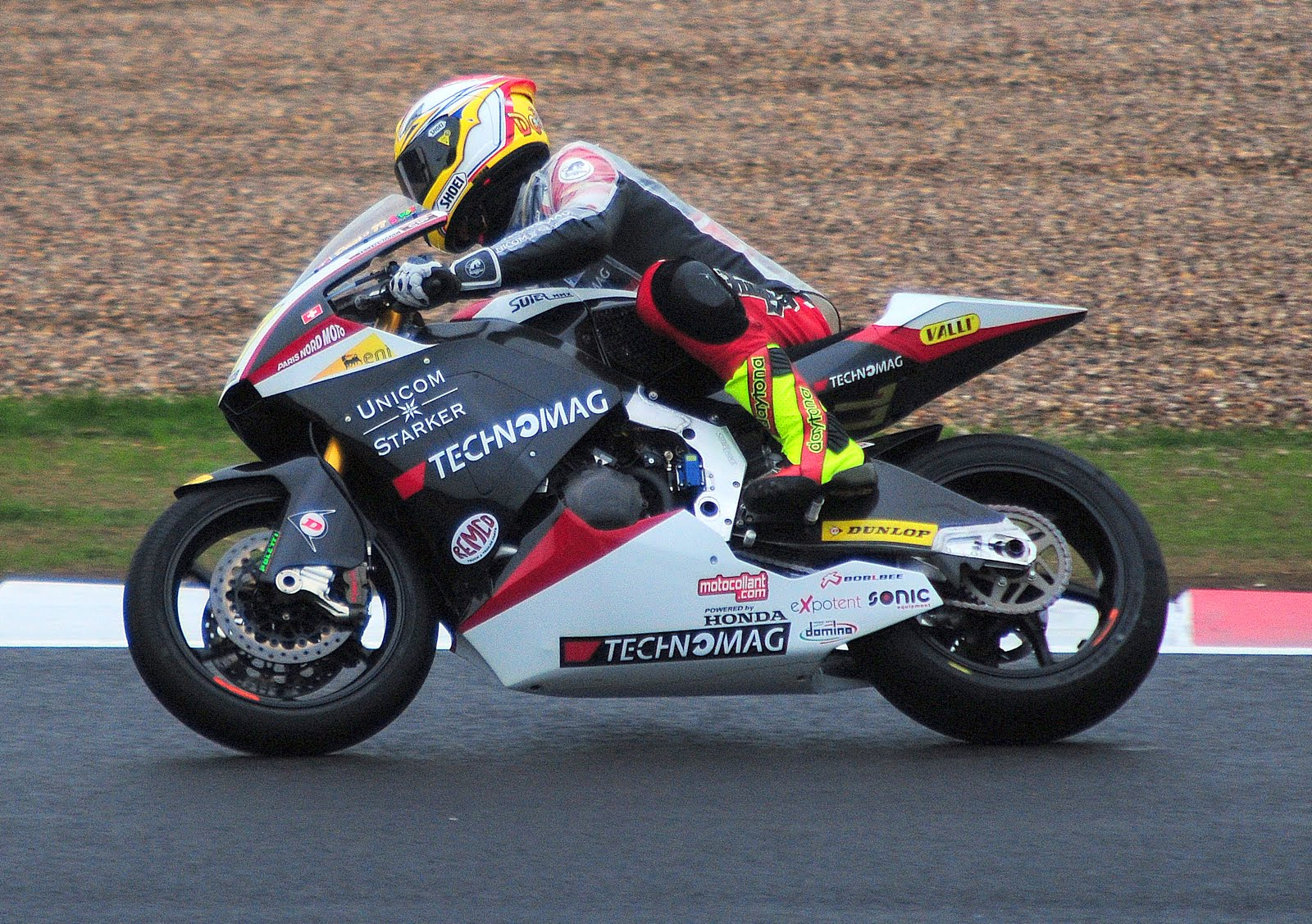
Aegerter en el Gran Premio de Gran Bretaña 2010

En 2010 sube a Moto2 con el equipo Technomag CIP teniendo como compañero a Shoya Tomizawa, consiguiendo un séptimo puesto en Aragón como mejor resultado. Finalizó la temporada 15.º con 74 puntos. En 2011 sigue en el mismo equipo con Kenan Sofuoglu como compañero, consiguiendo su primer podio en el Mundial siendo tercero en Valencia. Finalizó la temporada 8.º con 94 puntos.
En 2012, continuó en la misma clase y en el mismo equipo, cambiando solo su compañero de equipo en esta temporada fue Roberto Rolfo. Terminó 17 de 18 carreras en los puntos esta temporada (en Catar terminó decimoctavo) su mejor resultado fue la cuarta posición en el Gran Premio de Australia. Terminó la temporada en el octavo lugar en el campeonato con 114 puntos.
Comienza su cuarto año consecutivo en Moto2 en 2013, trasladándose al equipo Technomag carXpert teniendo como compañero a su compatriota Randy Krummenacher. Se confirma como un piloto constante, completando esta temporada todas las carreras programadas (todas en los puntos), consiguiendo el segundo podio de su carrera en el Campeonato Mundial con un tercer puesto en el Gran Premio de los Países Bajos, mientras que, en general, es el mejor piloto Suter al terminar en el 5.º lugar con 158 puntos.
En el año 2014 se mantuvo en el mismo equipo, como compañero de equipo de Robin Mulhauser. Obtiene un segundo lugar en España y un tercer puesto en el Gran Premio de las Américas. Consiguió su primera victoria en el Mundial el 13 de julio en el Gran Premio de Alemania en Sachsenring. En Indianápolis terminó en tercer lugar. Terminó la temporada en el quinto lugar con 172 puntos.
En el año 2015 se mantiuvo en el mismo equipo, esta vez montando una Kalex. Obtuvo el tercer lugar en Italia. Esta temporada se vio obligado a perderse el Gran Premio de Japón, Australia y Malasia debido a la fractura de tres vértebras, una mano y una costilla ocurrido en el GP de Aragón. Terminó en el décimo séptimo lugar en la clasificación con 62 puntos.
En 2016 Aegerter se corré por cuarto año consecutivo con el equipo CarXpert Interwetten, conduciendo una Kalex por segundo año consecutivo. Los compañeros de equipo para esta temporada son dos compatriotas: Robin Mulhauser y Thomas Luthi. Esta temporada se vio obligado a perderse el Gran Premio de Gran Bretaña y San Marino debido a un desgarro en los ligamentos del hombro y una fractura de costilla, ocurrido cuando entrenaba con una moto de motocross, tomó su lugar en el equipo el español Iker Lecuona. Volvió a correr en el Gran Premio de Aragón donde llegó vigésimo segundo, antes de ser despedido del equipo por haber firmado para la próxima temporada con el Kiefer Racing. Su lugar en la lista de convocados para las últimas carreras de la temporada, fue tomado por el español Iker Leucona, sustituto del suizo esta temporada. Anotó 71 puntos, con un cuarto puesto en el Gran Premio de las Américas como mejor resultado.

## Resultados

### Campeonato del mundo de motociclismo
Sistema de puntuación de 1993 hasta 2022:
| Posición | 1.º | 2.º | 3.º | 4.º | 5.º | 6.º | 7.º | 8.º | 9.º | 10.º | 11.º | 12.º | 13.º | 14.º | 15.º |
| Puntos   | 25  | 20  | 16  | 13  | 11  | 10  | 9   | 8   | 7   | 6    | 5    | 4    | 3    | 2    | 1    |

#### Por Temporadas
| Año   | Cat.  | Moto      | Modelo             | Equipo                        | Carreras | Victorias | Podios | Poles | V.Rap. | Pts.   | Pos. |
| ----- | ----- | --------- | ------------------ | ----------------------------- | -------- | --------- | ------ | ----- | ------ | ------ | ---- |
| 2006  | 125cc | Aprilia   | Aprilia RS 125     | Multimedia Racing             | 2        | 0         | 0      | 0     | 0      | 0      | NC   |
| 2007  | 125cc | Aprilia   | Aprilia RS 125     | Multimedia Racing             | 17       | 0         | 0      | 0     | 0      | 7      | 23.º |
| 2008  | 125cc | Derbi     | Derbi RS 125       | Ajo Motorsport                | 17       | 0         | 0      | 0     | 0      | 45     | 16.º |
| 2009  | 125cc | Derbi     | Derbi RSA 125      | Ajo Interwetten               | 16       | 0         | 0      | 0     | 0      | 70.5   | 13.º |
| 2010  | Moto2 | Suter     | Suter MMX2         | Technomag-CIP                 | 17       | 0         | 0      | 0     | 0      | 74     | 15.º |
| 2011  | Moto2 | Suter     | Suter MMX2         | Technomag-CIP                 | 17       | 0         | 1      | 0     | 0      | 94     | 8.º  |
| 2012  | Moto2 | Suter     | Suter MMX2         | Technomag-CIP                 | 17       | 0         | 0      | 0     | 0      | 114    | 8.º  |
| 2013  | Moto2 | Suter     | Suter MMX2         | Technomag carXpert            | 17       | 0         | 1      | 0     | 0      | 158    | 5.º  |
| 2014  | Moto2 | Suter     | Suter MMX2         | Technomag carXpert            | 18       | 1         | 4      | 1     | 1      | 172    | 5.º  |
| 2015  | Moto2 | Kalex     | Kalex Moto2 2014   | Technomag Racing Interwetten  | 14       | 0         | 1      | 0     | 0      | 62     | 17.º |
| 2016  | Moto2 | Kalex     | Kalex Moto2        | CarXpert Interwetten          | 12       | 0         | 0      | 0     | 0      | 71     | 12.º |
| 2017  | Moto2 | Suter     | Suter MMX2         | Kiefer Racing                 | 17       | 0         | 0      | 0     | 0      | 88     | 12.º |
| 2018  | Moto2 | KTM       | KTM Moto2          | Kiefer Racing                 | 16       | 0         | 0      | 0     | 0      | 47     | 17.º |
| 2019  | Moto2 | MV Agusta | MV Agusta F2       | MV Augusta Idealavoro Forward | 19       | 0         | 0      | 0     | 0      | 19     | 22.º |
| 2020  | MotoE | Energica  | Energica Ego Corsa | Dynavolt Intact GP            | 7        | 2         | 4      | 1     | 1      | 97     | 3.º  |
| 2020  | Moto2 | NTS       | NTS NH7            | NTS RW Racing GP              | 4        | 0         | 0      | 0     | 0      | 4      | 28.º |
| 2021  | MotoE | Energica  | Energica Ego Corsa | Dynavolt Intact GP            | 7        | 0         | 4      | 0     | 1      | 93     | 2.º  |
| 2022  | MotoE | Energica  | Energica Ego Corsa | Dynavolt Intact GP MotoE      | 12       | 3         | 10     | 3     | 2      | 227    | 1.º  |
| Total | Total | Total     | Total              | Total                         | 246      | 6         | 25     | 5     | 5      | 1442.5 |      |

* Temporada en curso.

#### Por Categoría
| Categoría | Temporadas    | 1.er Gran Premio | 1.er Podio    | 1.ª Victoria   | Carreras | Victorias | Podios | Poles | V.Ráp. | Pts.   | CM |
| --------- | ------------- | ---------------- | ------------- | -------------- | -------- | --------- | ------ | ----- | ------ | ------ | -- |
| 125 cc    | 2006–2009     | Portugal 2006    |               |                | 52       | 0         | 0      | 0     | 0      | 122.5  | 0  |
| Moto2     | 2010–2019     | Catar 2010       | Valencia 2011 | Alemania 2014  | 168      | 1         | 7      | 1     | 1      | 903    | 0  |
| MotoE     | 2020-2021     | España 2020      | España 2020   | Andalucía 2020 | 26       | 5         | 18     | 4     | 4      | 417    | 1  |
| Total     | 2006–Presente | 2006–Presente    | 2006–Presente | 2006–Presente  | 246      | 6         | 25     | 5     | 5      | 1442.5 | 1  |

#### Carreras por año
(Carreras en negrita indica pole position, carreras en cursiva indica vuelta rápida)
| Año  | Cat.  | Moto      | 1       | 2      | 3      | 4      | 5       | 6       | 7       | 8       | 9       | 10      | 11     | 12     | 13      | 14      | 15      | 16      | 17      | 18     | 19     | Pos. | Pts. |
| ---- | ----- | --------- | ------- | ------ | ------ | ------ | ------- | ------- | ------- | ------- | ------- | ------- | ------ | ------ | ------- | ------- | ------- | ------- | ------- | ------ | ------ | ---- | ---- |
| 2006 | 125cc | Aprilia   | SPA     | QAT    | TUR    | CHN    | FRA     | ITA     | CAT     | NED     | GBR     | GER     | CZE    | MAL    | AUS     | JPN     | POR 26  | VAL 29  |         |        |        | NC   | 0    |
| 2007 | 125cc | Aprilia   | QAT 20  | SPA 19 | TUR 24 | CHN 21 | FRA 20  | ITA 15  | CAT 15  | GBR Ret | NED 28  | GER 21  | CZE 29 | RSM 23 | POR Ret | JPN 11  | AUS 19  | MAL Ret | VAL 18  |        |        | 23.º | 7    |
| 2008 | 125cc | Derbi     | QAT 17  | SPA 8  | POR 12 | CHN 17 | FRA 23  | ITA 24  | CAT 12  | GBR 19  | NED 16  | GER 10  | CZE 14 | RSM 8  | IND 11  | JPN 19  | AUS Ret | MAL 8   | VAL Ret |        |        | 16.º | 45   |
| 2009 | 125cc | Derbi     | QAT 11  | JPN 9  | SPA 9  | FRA 6  | ITA 19  | CAT 20  | NED 13  | GER 9   | GBR 8   | CZE 18  | IND 10 | RSM 15 | POR 8   | AUS 12  | MAL 14  | VAL 11  |         |        |        | 13.º | 70.5 |
| 2010 | Moto2 | Suter     | QAT 11  | SPA 13 | FRA 30 | ITA 16 | GBR 9   | NED 18  | CAT Ret | GER 8   | CZE 16  | IND 11  | RSM 8  | ARA 7  | JPN 12  | MAL 8   | AUS 13  | POR 9   | VAL 9   |        |        | 15.º | 74   |
| 2011 | Moto2 | Suter     | QAT 13  | SPA 28 | POR 4  | FRA 8  | CAT Ret | GBR 20  | NED 18  | ITA 11  | GER 12  | CZE 8   | IND 12 | RSM 13 | ARA 9   | JPN 8   | AUS 12  | MAL 5   | VAL 3   |        |        | 8.º  | 94   |
| 2012 | Moto2 | Suter     | QAT 18  | SPA 8  | POR 12 | FRA 14 | CAT 7   | GBR 9   | NED 7   | GER 10  | ITA 8   | IND 7   | CZE 14 | RSM 6  | ARA 14  | JPN 10  | MAL 8   | AUS 4   | VAL 5   |        |        | 8.º  | 114  |
| 2013 | Moto2 | Suter     | QAT 4   | AME 4  | SPA 8  | FRA 4  | ITA 10  | CAT 8   | NED 3   | GER 9   | IND 5   | CZE 13  | GBR 5  | RSM 5  | ARA 13  | MAL 5   | AUS 6   | JPN 8   | VAL 10  |        |        | 5.º  | 158  |
| 2014 | Moto2 | Suter     | QAT Ret | AME 3  | ARG 4  | SPA 2  | FRA 7   | ITA 5   | CAT 14  | NED 21  | GER 1   | IND 3   | CZE 5  | GBR 21 | RSM 6   | ARA 6   | JPN 18  | AUS 8   | MAL 5   | VAL 6  |        | 5.º  | 172  |
| 2015 | Moto2 | Kalex     | QAT 15  | AME 18 | ARG 13 | SPA 16 | FRA 10  | ITA 3   | CAT 9   | NED 12  | GER 10  | IND 4   | CZE 13 | GBR 13 | RSM 24  | ARA Ret | JPN     | AUS     | MAL     | VAL WD |        | 17.º | 62   |
| 2016 | Moto2 | Kalex     | QAT 5   | ARG 5  | AME 4  | SPA 8  | FRA 13  | ITA 10  | CAT Ret | NED 9   | GER 10  | AUT 10  | CZE 17 | GBR    | RSM     | ARA 22  | JPN     | AUS     | MAL     | VAL    |        | 12.º | 71   |
| 2017 | Moto2 | Suter     | QAT 11  | ARG 14 | AME 5  | SPA 7  | FRA 6   | ITA 7   | CAT 17  | NED 12  | GER Ret | CZE Ret | AUT 9  | GBR 10 | RSM DSQ | ARA 12  | JPN 9   | AUS 8   | MAL WD  | VAL 10 |        | 12.º | 88   |
| 2018 | Moto2 | KTM       | QAT 15  | ARG 8  | AME 9  | SPA    | FRA     | ITA 12  | CAT 20  | NED 14  | GER 14  | CZE 17  | AUT 17 | GBR C  | RSM 13  | ARA 21  | THA 16  | JPN 13  | AUS 6   | MAL 14 | VAL 11 | 17.º | 47   |
| 2019 | Moto2 | MV Agusta | QAT 18  | ARG 20 | AME 14 | SPA 13 | FRA Ret | ITA 17  | CAT 16  | NED 9   | GER 20  | CZE 21  | AUT 17 | GBR 18 | RSM 18  | ARA 19  | THA 16  | JPN 14  | AUS 27  | MAL 15 | VAL 12 | 22.º | 19   |
| 2020 | MotoE | Energica  | SPA 3   | AND 1  | RSM 3  | ERM 1  | ERM 16  | FRA 14  | FRA 4   |         |         |         |        |        |         |         |         |         |         |        |        | 3.º  | 97   |
| 2020 | Moto2 | NTS       | QAT     | ESP    | AND    | CZE 21 | AUT 12  | EST Ret | RSM     | ERM     | CAT     | FRA     | ARA    | TER    | EUR     | VAL     | POR 20  |         |         |        |        | 28.º | 4    |
| 2021 | MotoE | Energica  | SPA 2   | FRA 4  | CAT 2  | NED 18 | AUT 3   | RSM 2   | RSM 12  |         |         |         |        |        |         |         |         |         |         |        |        | 2.º  | 93   |
| 2022 | MotoE | Energica  | SPA 2   | SPA 4  | FRA 2  | FRA 1  | ITA 1   | ITA 2   | NED 1   | NED 2   | AUT 2   | AUT 3   | RSM 2  | RSM 4  |         |         |         |         |         |        |        | 1.º  | 227  |

- * Temporada en curso.

### Campeonato Mundial de Supersport

#### Por temporada
| Año   | Moto          | Equipo                 | N.º   | Carreras | Victorias | Podios | Poles | V.Rap. | Pts. | Pos. |
| ----- | ------------- | ---------------------- | ----- | -------- | --------- | ------ | ----- | ------ | ---- | ---- |
| 2021  | Yamaha YZF-R6 | Ten Kate Racing Yamaha | 77    | 21       | 10        | 16     | 4     | 8      | 417  | 1.º  |
| 2022  | Yamaha YZF-R6 | Ten Kate Racing Yamaha | 77    | 23       | 17        | 19     | 7     | 12     | 498  | 1.º  |
| Total | Total         | Total                  | Total | 44       | 27        | 35     | 11    | 20     | 915  |      |

#### Carreras por año
(Carreras en negrita indica pole position, carreras en cursiva indica vuelta rápida)
| Año  | Moto   | 1     | 1     | 2     | 2     | 3     | 3     | 4     | 4     | 5     | 5     | 6       | 6      | 7     | 7     | 8     | 8     | 9     | 9     | 10    | 10    | 11    | 11    | 12    | 12    | Pos. | Pts. |
| Año  | Moto   | R1    | R2    | R1    | R2    | R1    | R2    | R1    | R2    | R1    | R2    | R1      | R2     | R1    | R2    | R1    | R2    | R1    | R2    | R1    | R2    | R1    | R2    | R1    | R2    | Pos. | Pts. |
| ---- | ------ | ----- | ----- | ----- | ----- | ----- | ----- | ----- | ----- | ----- | ----- | ------- | ------ | ----- | ----- | ----- | ----- | ----- | ----- | ----- | ----- | ----- | ----- | ----- | ----- | ---- | ---- |
| 2021 | Yamaha | SPA 2 | SPA 5 | POR 4 | POR 1 | ITA 1 | ITA 1 | NED 1 | NED 1 | CZE 4 | CZE 1 | SPA 1   | SPA 1  | FRA 1 | FRA 2 | SPA   | SPA   | SPA C | SPA 1 | POR 3 | POR 5 | ARG 5 | ARG 3 | INA 2 | INA 3 | 1.º  | 417  |
| 2022 | Yamaha | SPA 2 | SPA 1 | NED 1 | NED 1 | POR 1 | POR 1 | ITA 1 | ITA 1 | GBR 1 | GBR 1 | CZE Ret | CZE EX | FRA 3 | FRA 1 | SPA 1 | SPA 1 | POR 4 | POR 1 | ARG 1 | ARG 1 | INA 4 | INA 1 | AUS 5 | AUS 1 | 1.º  | 498  |

### Campeonato Mundial de Superbikes

#### Por temporada
| Temp. | Moto          | Equipo                        | Carreras | Victorias | Podios | Poles | V.Ráp. | Pts | Pos   |
| ----- | ------------- | ----------------------------- | -------- | --------- | ------ | ----- | ------ | --- | ----- |
| 2023  | Yamaha YZF-R1 | GTYR GRT Yamaha WorldSBK Team | 36       | 0         | 2      | 0     | 1      | 163 | 8.º   |
| 2024  | Yamaha YZF-R1 | GTYR GRT Yamaha WorldSBK Team | 27       | 0         | 0      | 0     | 0      | 91  | 16.º  |
| 2025  | Yamaha YZF-R1 | GTYR GRT Yamaha WorldSBK Team | 9        | 0         | 0      | 0     | 1      | 38* | 11.º* |
| Total |               |                               | 72       | 0         | 2      | 0     | 2      | 292 |       |

- * Temporada en curso.

#### Carreras por año
(Carreras en negrita indica pole position, carreras en cursiva indica vuelta rápida)
| Año  | Moto   | 1      | 1       | 1      | 2     | 2      | 2      | 3      | 3      | 3      | 4       | 4      | 4       | 5     | 5      | 5      | 6      | 6      | 6      | 7       | 7      | 7      | 8     | 8      | 8      | 9      | 9     | 9       | 10     | 10     | 10     | 11     | 11     | 11     | 12     | 12     | 12      | Pos.  | Pts |
| Año  | Moto   | R1     | CS      | R2     | R1    | CS     | R2     | R1     | CS     | R2     | R1      | CS     | R2      | R1    | CS     | R2     | R1     | CS     | R2     | R1      | CS     | R2     | R1    | CS     | R2     | R1     | CS    | R2      | R1     | CS     | R2     | R1     | CS     | R2     | R1     | CS     | R2      | Pos.  | Pts |
| ---- | ------ | ------ | ------- | ------ | ----- | ------ | ------ | ------ | ------ | ------ | ------- | ------ | ------- | ----- | ------ | ------ | ------ | ------ | ------ | ------- | ------ | ------ | ----- | ------ | ------ | ------ | ----- | ------- | ------ | ------ | ------ | ------ | ------ | ------ | ------ | ------ | ------- | ----- | --- |
| 2023 | Yamaha | AUS 13 | AUS Ret | AUS 7  | INA 8 | INA 10 | INA 12 | NED 6  | NED 7  | NED 4  | BAR 5   | BAR 6  | BAR 8   | MIS 6 | MIS 21 | MIS 11 | GBR 12 | GBR 11 | GBR 11 | ITA Ret | ITA 14 | ITA 12 | CZE 8 | CZE 11 | CZE 11 | FRA 11 | FRA 6 | FRA Ret | ARA 15 | ARA 14 | ARA 12 | POR 14 | POR 14 | POR 8  | SPA 18 | SPA 2  | SPA 3   | 8.º   | 163 |
| 2024 | Yamaha | AUS 6  | AUS 7   | AUS 10 | BAR 8 | BAR 10 | BAR 9  | NED 13 | NED 14 | NED 7  | MIS Ret | MIS 10 | MIS Ret | GBR 8 | GBR 11 | GBR 9  | CZE 13 | CZE 18 | CZE 16 | POR 9   | POR 8  | POR 10 | FRA   | FRA    | FRA    | ITA    | ITA   | ITA     | ARA    | ARA    | ARA    | EST 14 | EST 16 | EST 13 | SPA 9  | SPA 10 | SPA Ret | 16.º  | 91  |
| 2025 | Yamaha | AUS 12 | AUS 12  | AUS 12 | POR 8 | POR 14 | POR 9  | NED 7  | NED 17 | NED 10 | ITA     | ITA    | ITA     | CZE   | CZE    | CZE    | MIS    | MIS    | MIS    | GBR     | GBR    | GBR    | HUN   | HUN    | HUN    | FRA    | FRA   | FRA     | ARA    | ARA    | ARA    | EST    | EST    | EST    | SPA    | SPA    | SPA     | 11.º* | 38* |

- * Temporada en curso.

### Resultados en las 8 Horas de Suzuka
| Año  | Equipo                 | Copilotos                      | Moto                | Pos. |
| ---- | ---------------------- | ------------------------------ | ------------------- | ---- |
| 2014 | Team KAGAYAMA & Verity | Yukio Kagayama Noriyuki Haga   | Suzuki GSX-R1000    | 3.º  |
| 2015 | F.C.C. TSR Honda       | Joshua Hook Kyle Smith         | Honda CBR1000RR     | 2.º  |
| 2016 | F.C.C. TSR Honda       | P. J. Jacobsen Kazuki Watanabe | Honda CBR1000RR     | 18.º |
| 2017 | F.C.C. TSR Honda       | Joshua Hook Randy de Puniet    | Honda CBR1000RR SP2 | 3.º  |